# WWF Road to WrestleMania
WWF Road to WrestleMania è un videogioco di tipo picchiaduro sul wrestling professionistico uscito nel 2001 per Game Boy Advance, pubblicato da THQ. Esso è stato il primo gioco della WWF per Game Boy Advance. Il gioco fu seguito da WWE Road to WrestleMania X8.

## Modalità di gioco
La modalità principale del gioco è la modalità "Stagione" in cui i giocatori devono vincere tutti i match per ottenere una title shot e vincere il World Heavyweight Championship.

## Roster
- Billy Gunn
- Bradshaw
- Bubba Ray Dudley
- Chris Benoit
- Chris Jericho
- Christian
- D-Von Dudley
- Eddie Guerrero
- Edge
- Faarooq
- Jeff Hardy
- Kane
- Kurt Angle
- Matt Hardy
- Raven
- Rikishi
- Steve Austin
- Tazz
- The Rock
- Triple H
- The Undertaker
- William Regal
- X-Pac